# Leesdas Lettervos Boekentas
Leesdas Lettervos Boekentas was een Nederlands educatief televisieprogramma ter ondersteuning van de leesmethode veilig leren lezen. Het programma was van 2003 tot 2016 op de televisie te zien, in de vorm van een televisieserie. De serie bestaat uit 36 afleveringen, werd geregisseerd door Catharina Fredriks en werd vanaf 3 september 2003 tot 1 december 2005 uitgezonden door Teleac/NOT.

## Geschiedenis
De serie was in 2003 gebaseerd op de nieuwe versie van het veilig leren lezen van Uitgeverij Zwijsen en was de opvolger van de veelgeprezen educatieve serie Ik Mik Loreland. Op 28 februari 2019 presenteerde SchoolTV een opvolger voor Leesdas Lettervos Boekentas, een volledig geanimeerd programma met de titel Letterjungle. Dit zijn korte filmpjes van 3 à 4 minuten met in elke aflevering een letter.
Leesdas Lettervos Boekentas was moderner dan zijn voorganger, daar het ook online via een website extra educatie aanbood. Via een internetsite (per anno 2016 offline) werden kinderen uitgedaagd om met de aangeleerde woorden uit een aflevering te werken door middel van spelletjes. Ook waren er educatieve leesspelletjes rond Kleine Das en Vosje te spelen, en konden kinderen leren lezen met Frank Groothof. Nadat de serie was afgelopen, verscheen er nog het boek Kleine Das en Vosje gaan weer op reis. Dit boek bevatte nieuwe woorden die ook met de website waren gelinkt. Ook konden scholen en ouders werkbladen en lessuggesties van de serie bestellen.

## Opzet
Leesdas Lettervos Boekentas is een vermakelijk educatief programma voor kinderen uit groep 3 en 4 van de basisschool en de onderbouw van het speciaal onderwijs die beginnen met lezen en schrijven. Het doel was het onderwijs ondersteunen in de tweede fase van het voortgezet technisch en begrijpend lezen. De serie sluit aan bij de, in het Nederlands basisonderwijs meest gebruikte, leesmethode veilig leren lezen. Door middel van de avonturen van de das Kleine Das en de woestijnvos Vosje leert de serie woorden en letters aan kinderen en is een aanvulling op het leren lezen en spellen.
Iedere aflevering heeft een vaste structuur:
- Een korte samenvatting van de vorige aflevering.
- Een kijkvraag die kinderen activeert mee te denken met de verhaalgebeurtenissen.
- De avonturen van Dasje en Vosje.
- Een of twee animaties rond de kernwoorden uit de methode veilig leren lezen.
- Korte filmpjes waarin vaak kinderen uit de doelgroep de hoofdrol spelen.
- Als afsluiting een nieuwe kijkvraag.

## Verhaal
Kleine Das is een meisjesdasje dat met haar vader, moeder en haar opa in de dassenburcht in Dassenland woont. Ze wil graag op reis en op avontuur, maar weet niet waarheen. Dan ontmoet ze Vosje, een verdwaalde woestijnvos die de weg naar huis niet kan vinden. Hij kan alleen in zijn eigen taal spreken en spreekt geen 'dassentaal' (Nederlands). Dasje komt erachter dat Vosje uit Zuiderland komt en ze gaan samen op reis naar Zuiderland om Vosje thuis te krijgen. Onderweg leert Dasje aan Vosje verschillende letters en woorden en samen met elkaar en andere personages spelen ze met de woorden. 
Uiteindelijk kan Vosje hierdoor de dassentaal (Nederlands) goed spreken en verstaan. Dasje leert hem de woorden met behulp van haar reiscomputer, gompie genaamd, die filmpjes en liedjes bevat over de verschillende letters en woorden waar Vosje moeite mee heeft. Ook mailt ze via de gompie naar huis om haar ouders op de hoogte te houden van hun avonturen. Vosje schrijft alle lettergrepen, letters en woorden die hij leert op in zijn schrijfboekje. 
Tijdens de reis komen ze onder andere langs de Rozenhaag waar ook de Inktpotvis en Pen wonen, het woud van Aap, het rattenhol waar veel ruilratten leven, het heksenbos en het strand van Anderland waar Jas de Zakkenman en de Inktpotvis hen uiteindelijk over zee naar Zuiderland brengen. Omdat opa Nijdas ongerust is over Dasje gaat hij achter haar aan en volgt het pad dat Dasje en Vosje hebben bewandeld. Zo komt hij op dezelfde plekken als Dasje en Vosje, maar hij wordt meer tegengewerkt en gepest door dezelfde personages die Kleine Das en Vosje hielpen. Hij vindt ze uiteindelijk halverwege in het heksenbos, maar Dasje besluit om niet met hem mee terug naar huis te gaan, maar om eerst Vosje naar Zuiderland te brengen.
Eenmaal in Zuiderland aangekomen blijkt dat het huis van Vosje weg is. Het is ingestort en de ouders van Vosje zijn verhuisd, maar Vosje weet niet waarheen. Uiteindelijk weten ze met hulp van De Uil en de Goochelduif Vosje met zijn ouders te herenigen en vieren ze een groot feest.
Wanneer Vosje weer thuis is, gaat hij samen met Kleine Das naar de haven van Zuiderland, zodat Dasje ook weer naar huis kan. Onderweg komen ze terecht in een zandstorm, vinden ze onderdak in een oase en wordt Kleine Das gevangen genomen door de Zandman. Later in de haven bevrijdt Dasje de Roversratten en Vosje uit de handen van een grote inktvis en dan moet ze afscheid nemen van Vosje. Van Toos krijgt ze thuisthee. Als ze die drinkt en naar huis verlangt, komt ze weer thuis in de dassenburcht. Maar omdat ze niet weet wat ze graag wil (naar huis of bij Vosje blijven) raakt ze haar kluts kwijt en komt na het drinken van de thee in warboel terecht. Hier moet ze haar kluts terugvinden anders kan ze nooit meer terug. Hierbij wordt ze ernstig gehinderd door de warbollen. Uiteindelijk vindt ze haar kluts en kan terug naar huis waar ze door haar ouders en opa wordt verwelkomd met een groot feest.

## Acteurs

### Hoofdrollen
- Kleine Das - Lindai Boogerman
- Vosje - Eric-Jan Lens
- Opa Nijdas, Pa Das - Martin Soeters
- Ma Das - Krishna Borgers

### Overige rollen
- Marike Koek
- Judith Broersen
- Wil van der Meer
- Rik Rikken
- Siem van Leeuwen

### Stemmen
- Voice-over - Bob van der Houven

### Gastacteurs
- Jas de Zakkenman - Wil van der Meer